# Hesperochernes unicolor
Espèce
Synonymes
- Chelanops unicolor Banks, 1908

Hesperochernes unicolor est une espèce de pseudoscorpions de la famille des Chernetidae.

## Distribution
Cette espèce est endémique du Texas aux États-Unis. Elle se rencontre vers Austin.

## Description
L'holotype mesure 2 mm.

## Publication originale
- Banks, 1908 : The pseudoscorpions of Texas. Bulletin of the Wisconsin Natural History Society, vol. 6, p. 39-42 (texte intégral).